# Throwing the Bull (film 1913)
Throwing the Bull è un cortometraggio del 1913 diretto da Allen Curtis. Prodotto e distribuito dall'Universal Film Manufacturing Company, il film uscì in sala il primo novembre 1913.